# Omopheres brendelli
Omopheres brendelli is een keversoort uit de familie zwartlijven (Tenebrionidae). De wetenschappelijke naam van de soort is voor het eerst geldig gepubliceerd in 1993 door H.Freude.